# Mew Azama
Myū Azama (japanisch 安座間 美優 Azama Myū; * 26. Dezember 1986 in der Präfektur Hiroshima), auch bekannt als Mew Azama, ist eine japanische Schauspielerin und Model.

## Leben und Karriere
Azama wurde in Präfektur Hiroshima geboren. Später wuchs sie in Präfektur Okinawa auf. Oktober 2002 wurde sie zur Miss SEVENTEEN ernannt und war bis zu ihrem Abschluss bei diesem Magazin im Jahr 2006 ein exklusives Model für das Seventeen Magazine. Sie besuchte die Okinawa Actor’s School. Bekannt wurde sie erst mit ihrer Rolle als Ami Mizuno bzw. Sailor Jupiter in der japanischen Live-Action-Fernsehserie Sailor Moon nach dem gleichnamigen Manga von Naoko Takeuchi, die von 2003 bis 2005 produziert wurde. Außerdem war sie 2006 in Gachibaka! zu sehen. Anschließend spielte Azama 2013 in Keishichō sōsaikka 9 kakari mit. 2021 wurde sie für den Film The Pledge to Megumi gecastet.

## Filmografie (Auswahl)
Filme
- 2021: The Pledge to Megumi

Serien
- 2003–2004: Bishōjo Senshi Sailor Moon
- 2006: Gachibaka!
- 2006: Children: O o-tachi ka
- 2008: Salaryman Kintarō
- 2013: Doubles〜 futari no keiji
- 2013: Keishichō sōsaikka 9 kakari